# إد كودي
إد كودي (بالإنجليزية: Ed Cody)‏ هو لاعب كرة قدم أمريكية أمريكي، ولد في 27 فبراير 1923، وتوفي في 16 أكتوبر 1994.